# Kanton Taverny
Kanton Taverny (fr. Canton de Taverny) je francouzský kanton v departementu Val-d'Oise v regionu Île-de-France. Tvoří ho čtyři obce. Před reformou kantonů 2014 ho tvořilp pět obcí.

## Obce kantonu
od roku 2015:
- Beauchamp
- Bessancourt
- Pierrelaye
- Taverny

před rokem 2015:
- Bessancourt
- Béthemont-la-Forêt
- Chauvry
- Frépillon
- Taverny